# Paul Williams (bokser)
Paul Williams (ur. 27 lipca 1981 w Aiken) – amerykański bokser, były zawodowy mistrz świata organizacji WBO w kategorii półśredniej (do 147 funtów).

## Kariera zawodowa
Zawodową karierę rozpoczął w 2000. w latach 2000-05 stoczył 28 walk, wszystkie wygrał. 27 maja 2006 wygrał przez techniczny nokaut w dziesiątej rundzie z niepokonanym wcześniej Walterem Dario Matthysse. Trzy miesiące później znokautował w czwartej rundzie byłego mistrza świata WBA w kategorii junior półśredniej, Sharmbę Mitchella. W 2006 jeszcze raz stanął w ringu. W listopadzie pokonał przez techniczny nokaut w szóstej rundzie Santosa Pakau.
Następnie został ogłoszony przez WBO oficjalnym pretendentem do tytułu mistrza świata tej organizacji. 14 lipca 2007 Williams zdobył pas mistrzowski pokonując na punkty Meksykanina Antonio Margarito. Tytuł stracił już w pierwszej obronie, 9 lutego 2008, przegrywając na punkty z Portorykańczykiem, Carlosem Quintaną, jednak cztery miesiące później odzyskał go, pokonując Quintanę w walce rewanżowej już w pierwszej rundzie.
Dosyć szybko zrezygnował z tytułu i zmienił kategorię wagową na wyższą. 25 września 2008 roku już w pierwszej rundzie znokautował Andy'ego Kolle. Zaledwie dwa miesiące później w walce o tytuł tymczasowego mistrza świata federacji WBO w kategorii junior średniej pokonał przez techniczny nokaut w ósmej rundzie Verno Phillipsa.
Po tej walce po raz kolejny zmienił kategorię wagową (tym razem na średnią) i 11 kwietnia 2009 roku zmierzył się z byłym mistrzem świata wszystkich czterech największych federacji w kategorii junior średniej, Ronaldem Wrightem, który był nieaktywny od prawie dwóch lat. Williams pewnie wygrał pojedynek na punkty w stosunku 119-109, 119-109 i 120-108. 5 grudnia tego samego roku pokonał decyzją większości na punkty Sergio Gabriela Martíneza. Obaj pięściarze w pierwszej rundzie leżeli na deskach.
Kolejną walkę stoczył 8 maja 2010 z byłym mistrzem IBF wagi  półśredniej Kermitem Cintronem, którego pokonał przez techniczną decyzję w czwartej rundzie, podczas zwarcia Paul Williams upadł a rozpędzony Cintron potykając się o nogę upadającego Williamsa wypadł poza ring, odnosząc kontuzję. Do momentu zakończenia walki Williams prowadził na punkty 4w stosunku 40–36 i 39–37 dla Williamsa oraz 36–40 dla Cintrona.
20 listopada 2010 przeciwnikiem Williamsa był ponownie Sergio Gabriel Martínez, a stawką pojedynku był należący do Martineza pas WBC wagi średniej. Williams przegrał przez KO w drugiej rundzie. Była to jego druga porażka w karierze i pierwsza przed czasem. Na ring powrócił 9 lipca 2011 wygrywając niejednogłośnie z Erislandy Lara, wynik budził kontrowersję ponieważ według obserwatorów to Lara zasłużył na zwycięstwo.
27 maja 2012 roku Williams uległ wypadkowi drogowemu. Po upadku z motoru doznał urazu rdzenia kręgowego i został sparaliżowany od pasa w dół.